# キャロル・ネブレット
キャロル・リー・ネブレット（Carol Lee Neblett, 1946年2月1日 - 2017年11月23日）は、アメリカのソプラノ歌手。
モデストの出身。父親はピアノの調律師で第二次世界大戦中は空軍のパイロット、母親はヤッシャ・ハイフェッツのアシスタントであった。２歳のころからヴァイオリンを能くする祖母からヴァイオリンを習ったが、ハイフェッツに歌手としての才能を見出され、南カリフォルニア大学のウィリアム・ヴェナードの下で声楽を学んだ。1964年にロジェー・ワーグナー合唱団と共にカーネギー・ホールでゲオルク・フリードリヒ・ヘンデルの《エステル》の上演に参加して歌手デビューを果たし、同年のロサンゼルス音楽センターでもオットリーノ・レスピーギの《主の降誕の賛歌》の上演にも天使役として参加している。1965年から1969年までソル・ヒューロックと契約して世界中を演奏して回り、歌手としての名声を上げた。1969年にはニューヨーク・シティ・オペラに於けるジャコモ・プッチーニの《ラ・ボエーム》でムゼッタ役としてオペラ歌手としてデビュー。1976年にはシカゴでプッチーニの《トスカ》でルチアーノ・パヴァロッティと共演し、1977年のコヴェントガーデン王立歌劇場でのイギリス女王エリザベス2世在位25周年記念のオペラ上演ではプッチーニの《西部の娘》のミニー役でプラシド・ドミンゴと共演した。1979年にはリヒャルト・ワーグナーの《さまよえるオランダ人》でメトロポリタン歌劇場に初登場した。2005年にオペラから引退し、チャップマン大学等で後進の指導に当たった。
結婚は３度しており、最初の結婚相手はチェリストのダグラス・デイヴィスであったが、1968年に離婚している。1973年に指揮者のケネス・スカーマーホーンと再婚したが、1979年に離婚。３度目の結婚は1981年に心臓外科医のフィリップ・アクレと行ったが、2004年に破局している。
ロサンゼルスにて没。

## 註
1. ↑  Smith, Harrison (2017年11月27日). “Carol Neblett, star soprano who once bared all for opera, dies at 71”. The Washington Post.  オリジナルの2017年11月28日時点におけるアーカイブ。 2017年11月28日閲覧。
2. ↑  “Carol Neblett Artist in Residence”. 2017年12月4日時点のオリジナルよりアーカイブ。2017年12月4日閲覧。
3. ↑  キャロル・ネブレット - Discogs（英語）
4. ↑  “Carol Neblett”. 2013年4月15日時点のオリジナルよりアーカイブ。2017年12月4日閲覧。
5. ↑  Genzlinger, Neil (2017年11月28日). “Carol Neblett, Soprano at the Met and City Opera, Dies at 71”. New York Times.  オリジナルの2017年12月1日時点におけるアーカイブ。 2017年12月1日閲覧。

| スタブアイコン | サブスタブ | この項目は、まだ閲覧者の調べものの参照としては役立たない、人物に関連した書きかけの項目です。この項目を加筆・訂正などしてくださる協力者を求めています（P:人物伝/PJ:人物伝）。 |